# Cryphia labecula
Cryphia labecula là một loài bướm đêm thuộc họ Noctuidae. Nó được tìm thấy ở Liban mountain range the adjacent khu vực miền nam của Thổ Nhĩ Kỳ và Mount Hermon ở Israel.
Con trưởng thành bay từ tháng 5 đến tháng 6. Có thể có một lứa một năm.
Ấu trùng có thể ăn lichen.